# Partido judicial de Alcañices
El partido judicial de Alcañices fue uno de los ocho partidos judiciales en los que se dividió la provincia de Zamora (España) hasta 1983. Tenía como cabeza de partido la localidad de Alcañices y englobaba los municipios del oeste de la provincia, coincidiendo su demarcación con las comarcas de Aliste y Alba. Tras la reestructuración de los partidos judiciales de 1983, los municipios del partido de Alcañices se incluyeron en el actual partido judicial de Zamora.